# نیکسویل (آریزونا)
نیکسویل (به انگلیسی: Nicksville) یک منطقهٔ مسکونی در ایالات متحده آمریکا است که در آریزونا واقع شده‌است. نیکسویل ۱٬۴۶۸ متر بالاتر از سطح دریا واقع شده‌است.